# Nagari Malalak Timur
Nagari Malalak Timur is een bestuurslaag in het regentschap Agam van de provincie West-Sumatra, Indonesië. Nagari Malalak Timur telt 2182 inwoners (volkstelling 2010).